# Dan Bomboko
Dan Pascal Bomboko Bongwala, dit Dan Bomboko, est un éditeur congolais. Il est né à Kinshasa en République démocratique du Congo, le 12 avril 1971. Il dirige les Éditions Elondja qu'il a fondées en 2004. Cette maison d'édition basée à Kinshasa est spécialisée dans la publication des bandes-dessinées et des livres pour la jeunesse,.
Dan Bomboko est aussi scénariste de BD. À ce jour, il a scénarisé toutes les bandes dessinées éditées aux Éditions Elondja. Il est le fils de Justin Marie Bomboko  (1928-2014), un ancien politicien congolais.

## Parcours
Dan Bomboko est un ancien de l'Institut Facultaire des Sciences de l'Information et de la Communication (IFASIC) à Kinshasa. Licencié en sciences et technique de l'information option édition et science du livre, il crée en 2001 la revue de vulgarisation Bulles & Plumes en collaboration avec trois bédéistes : Al'Mata, Pat Mombili et Eric Salla. Cette revue bimestrielle associait la BD et la presse écrite afin de sensibiliser la jeunesse sur les différents problèmes de la société : maltraitance des enfants, marginalisation des jeunes filles, État de Droit, démocratie, élections, etc. De 2001 à 2005, six numéros ont été publiés.
Dan Bomboko a également été pendant six ans journaliste reporter et collaborateur, respectivement, dans les journaux kinois suivants : Le Potentiel, Bloc-Notes, D’Ici et D’Ailleurs, Le Journal du Vendredi et Le Révélateur.

## Les Éditions Elondja
En 2004, Dan Bomboko fonde les Éditions Elondja. Cette maison d'édition se focalise sur la BD typiquement congolaise afin de promouvoir les bédéistes locaux. Les BD et livres illustrés suivant ont été édités :
- Elikya, le petit orphelin :
  - Un monde hostile, tome 1. Dessin : Kojele  (ISBN 978-2-902361-00-7) (BNF 43402800).
  - Un monde hostile, tome 2. Dessin : Dick Esale  (ISBN 978-2-902361-02-1) (BNF 43402801).
  - Un monde hostile, tome 3. Dessin : Dick Esale  (ISBN 978-2-902361-04-5).
  - Justice Pour Elikya[4], tome1 Dessin: Dick Esale  (ISBN 978-2-902361-06-9)
- Les Aventures de Mamisha le prof d'anglais, dessin : Dick Esale  (ISBN 978-2-902361-21-2)-(BNF 43402799).
- Le Griot Maloba : Deux chefs pour un trône, dessin : Kennedy Nzungu  (ISBN 978-2-902361-19-9).
- Les 4 écoliers : Panique en classe, tome 1. Dessin : Patrick Kakala  (ISBN 978-2-902361-20-5)
- La Vie Est Ailleurs. Dessin: Alain Piazza.  (ISBN 978-2-902361-18-2)
- La Vie Est Ailleurs 2. Dessin: Alain Piazza.  (ISBN 978-2-902361-28-1)
- Les Mots Valises. Auteurs: A. Canone/C. Dialundama. Illustration: D. Mabidi.  (ISBN 978-2-902361-08-3)
- Le Soir Autour Du Feu. Auteur: S. Ntsame. Illustration: P. Mafuta.  (ISBN 978-2-902361-17-5)
- Kembo et Les Animaux De La Jungle. Auteur: M. Umar. Illustration: P. Mafuta.  (ISBN 978-2-902361-15-1)

Depuis 2018, les ouvrages édités par les éditions Elondja sont disponibles sur la plateforme numérique Youscribe. https://www.youscribe.com/editions-elondja/
Les éditions Elondja sont membres de l'Alliance Internationale des Éditeurs Indépendants et de l'association Afrilivres.